# Horacio Castellanos Moya
Horacio Castellanos Moya, né le 21 novembre 1957 à Tegucigalpa (Honduras), est un écrivain et un journaliste salvadorien. 

## Biographie
Sa famille, de nationalité salvadorienne, retourne dans son pays pendant l'enfance de l'écrivain né au Honduras.
Il fait ses études primaires et secondaires au Liceo Salvadoreño, un collège mariste de San Salvador. Il commence des études de littérature à l'université du Salvador qu'il doit interrompre en 1979 pour s'exiler au Canada. Il s'établit au Costa Rica en 1980, puis déménage au Mexique où il vit depuis 1992. Pendant cette période, qui coïncide avec la guerre civile du Salvador, il travaille pour l'agence de presse de ce pays (Salpress), une organisation liée à la guerilla des Forces populaires de libération (FPL).
Son roman, La Diaspora remporte le Prix national du roman 1988 de l'Université centraméricaine « José-Simeon-Canas ». Pendant son exil au Mexique, il est rédacteur des quotidiens El Dia et Excelsior à Mexico et devient responsable du périodique en espagnol La Opinion (Los Angeles). Il retourne au Salvador en 1992. De 1999 à 2001, il vit en Espagne avant de revenir au Mexique.
Il est l'auteur de huit romans et de cinq recueils de nouvelles. En 1997, après la publication de son roman Le Dégoût, il reçoit des menaces de mort qui l’ont contraint à s’exiler à nouveau. Entre 2004 et 2006, il bénéficie d’un programme soutenu par la Foire du livre de Francfort qui lui permet de mener certains projets à bien. Il réside désormais à Pittsburgh dans le cadre du programme « City of Asylum » (une des villes-refuges créées par Russell Banks). Il enseigne à l'université d'Iowa.

## Œuvres publiées en français

### Romans
- Le Dégoût, Trad. Robert Amutio, Montréal, Paris, Éditions Les Allusifs, 2003, 104 p. (ISBN 978-2-922868-12-8)rééd. 10/18, Paris, 2005  (ISBN 978-2264041142)
- La Mort d’Olga Maria, Trad. André Gabastou, Montréal, Paris, Éditions Les Allusifs, 2004, 164 p. (ISBN 978-2-922868-27-2)rééd. 10/18, Paris, 2006  (ISBN 978-2264042750)
- Déraison, Trad. Robert Amutio, Montréal, Paris, Éditions Les Allusifs, 2006, 140 p. (ISBN 978-2-922868-42-5, OCLC 77549671)rééd. 10/18, Paris, 2009  (ISBN 978-2264045423)
- Le Bal des vipères : roman  (trad. de l'espagnol), Trad. Robert Amutio, Montréal, Paris, Éditions Les Allusifs, 2007, 160 p. (ISBN 978-2-922868-61-6, OCLC 192052752)
- L’Homme en arme, Trad. Robert Amutio, Montréal, Paris, Éditions Les Allusifs, 2005, 123 p. (ISBN 978-2-922868-29-6)rééd. 10/18, Paris, 2008  (ISBN 978-2264044068)
- Là où vous ne serez pas : roman  (trad. de l'espagnol), Trad. André Gabastou, Montréal, Paris, Éditions Les Allusifs, 2008, 271 p. (ISBN 978-2-922868-73-9, OCLC 300584059)
- Effondrement : roman  (trad. de l'espagnol), Trad. André Gabastou, Montréal, Paris, Éditions Les Allusifs, 2010, 224 p. (ISBN 978-2-923682-04-4, OCLC 690375580)
- La Servante et le Catcheur, [« La sirvienta y el luchador »], trad. de René Solis, Paris, Éditions Métailié, coll. « Bibliothèque hispano-américaine », 2013, 240 p.  (ISBN 978-2-86424-896-5)[1]
- Le Rêve du retour, trad. de René Solis, Paris, Éditions Métailié, 2015, 160 p.  (ISBN 979-10-226-0146-7)
- Moronga, trad.de René Solis, Paris, Éditions Métailié, 2018, 352 p.  (ISBN 979-10-226-0794-0)
- La Mémoire tyrannique  (trad. de l'espagnol), Trad. René Solis, Paris, Éditions Métailié, 2020, 310 p. (ISBN 979-10-226-1002-5, OCLC 1141930762)
- La Diablesse dans son miroir (trad. de l'espagnol), Trad. André Gabastou - revue et corrigée de La Mort d'Olga Maria, parue en 2004 - Paris, Éditions Métailié, 2021, 156 p.  (ISBN 979-10-226-1143-5)
- L'Homme apprivoisé, Éditions Métailié (2023)

## Œuvres non traduites français
En espagnol, il a fait paraître les romans « La diáspora » (1988), « El Asco. Thomas Bernhard en San Salvador » (1997), « La diabla en el espejo » (2000),  « El arma en el hombre » (2001), « Donde no estén ustedes » et « Insensatez » (2004), et « Desmoronamiento » (2006) , et les récits  « El gran masturbador » (1993), « Con la congoja de la pasada tormenta » (1995).